# عشق به خود
عشق به خود (به انگلیسی: Self-love) یا خوددوستی همواره به عنوان یک نقیصه اخلاقی همچون نخوت و خودخواهی دانسته شده‌است.
با این حال، روان‌شناس و فیلسوف اجتماعی، اریش فروم، به سال ۱۹۵۶ بیان داشت که دوست داشتن خود با غرور، خودپسندی و خودمحوری متفاوت بوده و به معنی مراقبت از خود و مسوولیت‌پذیری در قبال خود است.

## باورهای سنتی
سیسرون سرانجام آنانی که sui amantes sine rivali (تنها عاشق خود، بدون هیچ رقیبی) هستند را شکست می‌دانست. این نگاه را فرانسیس بیکن نیز در محکوم کردن خوددوستانی که حاضرند تنها برای پختن نیمرویی برای خود، خانه‌شان را آتش بزنند، داشته‌است.
با این حال آگوستین، که در خداشناسی خود معتقد بود شیطان، وجود تحریف شده‌ای از خدا است، گناه غرور را تنها درجه‌ای تخفیف‌یافته از خوددوستی می‌دانست.

## بازتعریف در قرن بیستم
اریک فروم با بازتعریف عشق به خود، نگاهی مثبت نسبت به آن ارائه کرد؛ با این استدلال که برای اینکه انسان قادر باشدفرد دیگری را دوست بدارد، در آغاز می‌بایست خود را دوست داشته باشد؛ به گونه‌ای که خود احترام گذاشته و خود را به درستی بشناسد. به این معنی که در شناخت قدرت‌ها و ضعف‌های خود، صادق و واقع‌گرا باشد.
اریک اریکسون نیز به همین سان یک دیدگاه پساخودشیفتگی از ارزش به خود ارائه کرد. در همین حال کارل راجرز هم یکی از نتایج موفقیت‌آمیز بودن درمان را توانایی رسیدن به لذت ناشی از شناخت و بودن در خود می‌دانست.

## در ادبیات
مالوولیو به عنوان «یک بیمار خوددوست… یک ولع آشفته» در شب دوازدهم (I.v.85-6), بدون هیچ خودآگاهی توصیف شده‌است.